# Veselí nad Moravou
Veselí nad Moravou (in tedesco Wessely an der March) è una città della Repubblica Ceca facente parte del distretto di Hodonín, in Moravia Meridionale.